# Salvatore Pacini
Salvatore Pacini est un évêque catholique italien né le 14 août 1506 à Colle di Val d'Elsa et mort en 1581. Il est évêque de Chiusi (en).